# Vicariant
Een vicariant is een taxon waarvan de vertegenwoordigers (individuën, populaties) als gevolg van een geofysische gebeurtenis (bijvoorbeeld continentendrift, gebergtevorming) ruimtelijk, reproductief en genetisch gescheiden zijn van de vertegenwoordigers van een eertijds gemeenschappelijk taxon.
Dit proces van scheiding wordt geografische vicariantie genoemd en de gescheiden taxa zijn geografische vicarianten. Geografische vicariantie kan aanleiding geven tot allopatrische soortvorming.

## Ecologische vicarianten
Soms is er sprake van ecologische vicarianten. Dit zijn verwante taxa die gescheiden worden door het innemen van verschillende standplaatsen.